# 斯托埃內什蒂鄉 (久爾久縣)
44°08′16″N 25°53′24″E / 44.1377°N 25.8899°E
斯托埃內什蒂鄉（羅馬尼亞語：Comuna Stoenești, Giurgiu），是羅馬尼亞的鄉份，位於該國南部，由久爾久縣負責管轄，面積48平方公里，海拔高度84米，2007年人口2,113，人口密度每平方公里44人。